# Даунер (Канберра)

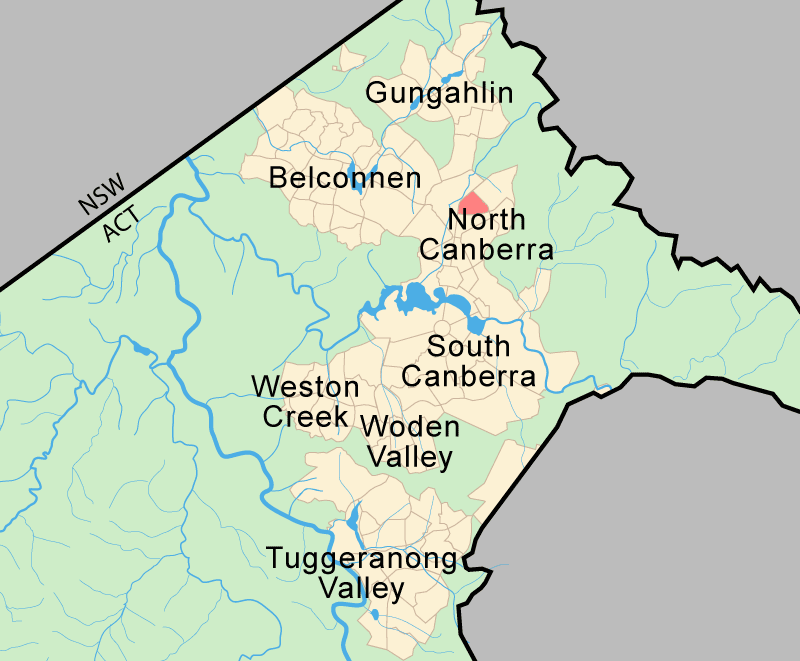
Расположение района Даунер

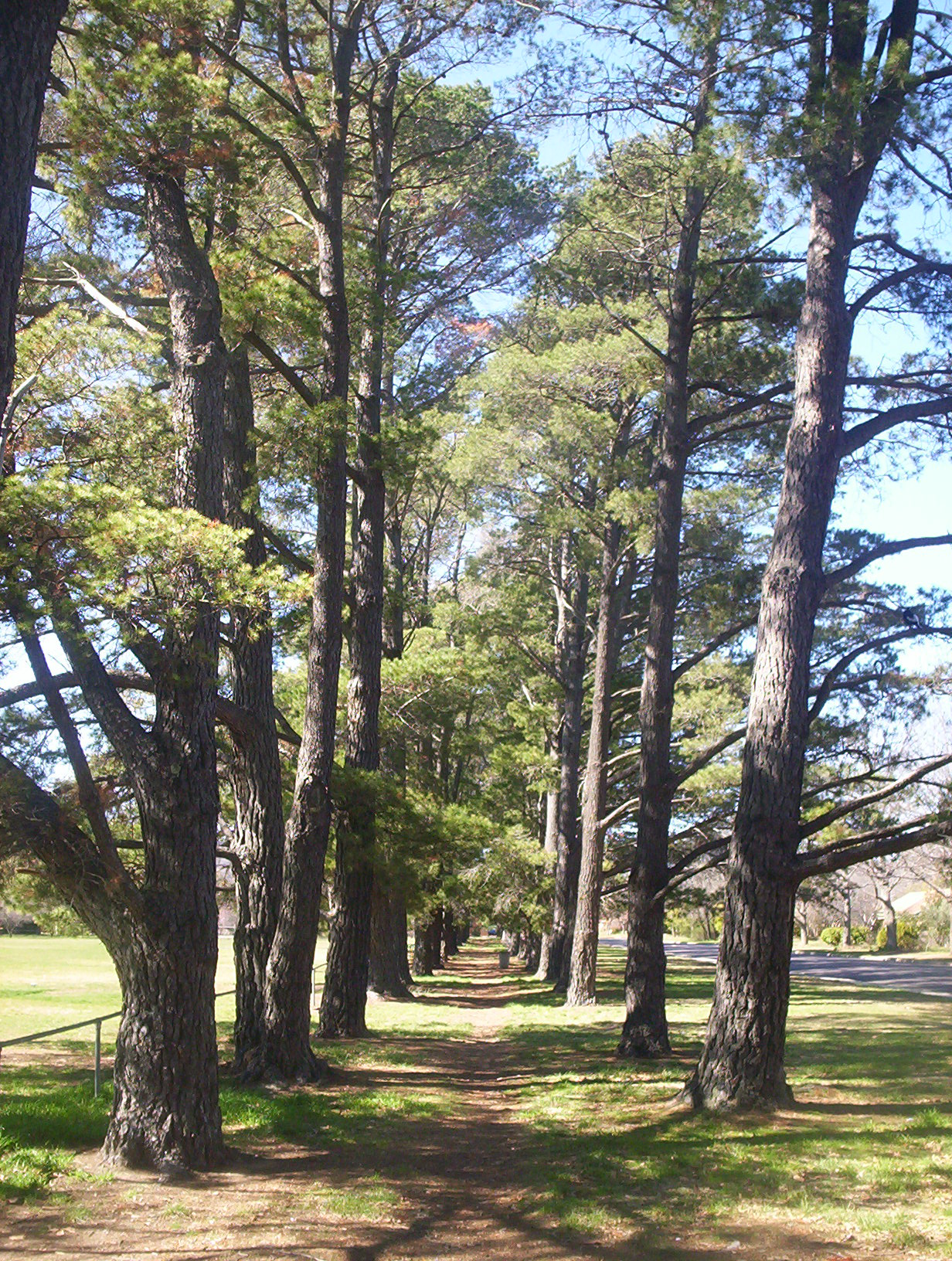
Сосны на стадионе Даунер остались от располагавшихся здесь в 1940-х годах подразделений CSIRO

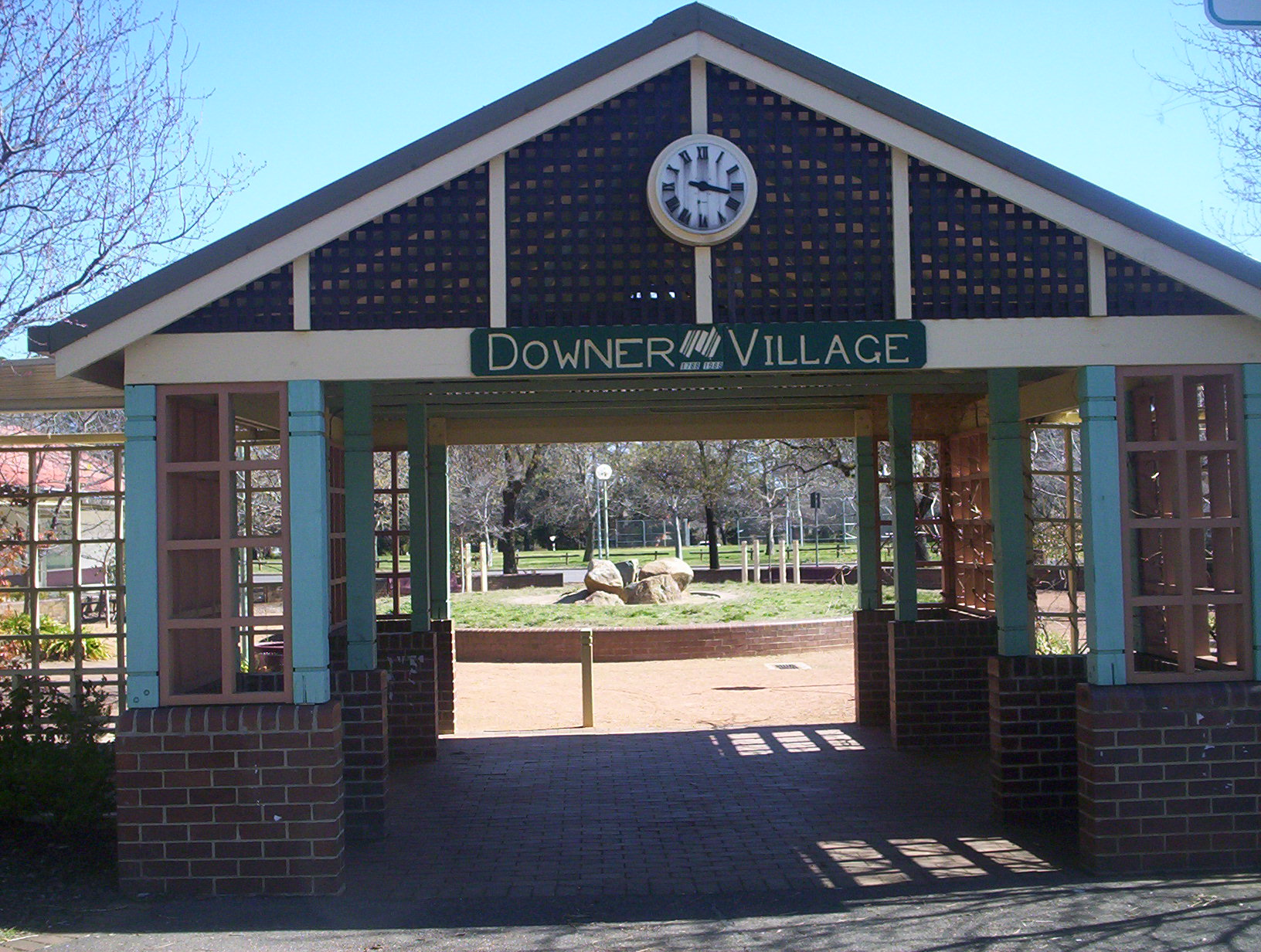
Магазины в Даунере

Даунер (англ. Downer) — район в округе Северная Канберра города Канберра, столицы Австралии. Основан в 1960 году. Почтовый индекс 2602. Население Даунера по данным переписи 2006 года составляет 3 370 человек. В районе насчитывается 1 512 частных домовладений. Район ограничен авеню Нортборн, улицей Антилл и авеню Филлип.
Район назван в честь сэра Джона Даунера (1844—1915), премьера штата Южная Австралия и члена Австралийского Сената первого созыва 1901 года. Названия улиц в районе не связаны какой-либо одной тематикой.
Здания, составляющие общественный центр района, были построены для CSIRO в 1930-х годах, а территория района представляла собой сельскохозяйственную базу CSIRO. На этих землях в 1939-45 годах выращивали опиумный мак, использовавшийся в качестве источника сырья для производства медикаментов в условиях отсутствия импортных поставок. Растущие вокруг бывших зданий CSIRO сосны были посажены в это время для их защиты от ветра. Крупные деревья вдоль улицы Суинден посажены тогда же, поскольку эта улица представляла собой подъездную дорогу к зданиям CSIRO от авеню Нортборн. В 1980-х годах, с развитием района, деревья начали болеть. Разрабатывается программа по их замене более устойчивыми местными видами. К сентябрю 2008 года почти все, кроме двух-трёх старых деревьев вдоль улицы Суинден были срублены.
Между улицами Френчам, Мельба, Бонитон и Брэдфилд располагается местный стадион с торговым центром. Однако, с 2005 года магазины центра закрыты из-за его плохого месторасположения вдали от основных дорог.
Рядом бизнес-центр Канберра занимает территорию бывшей начальной школы Даунер. Школа была закрыта в 1988 году.